# Samdrup Jongkhar

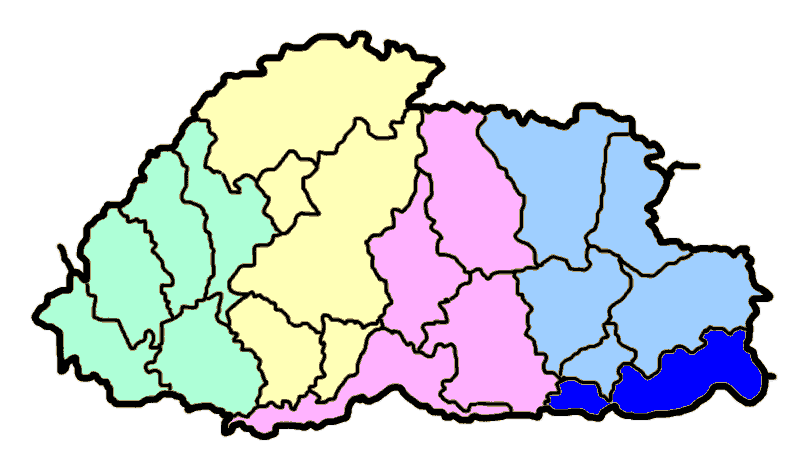
Districtul Samdrup Jongkhar

Samdrup Jongkhar este un district din Bhutan. Are o suprafață de 2.340 km² și o populație de 73.044 locuitori. Districtul Sandrup Jongkhar este divizat în 9 municipii.